# Tenor Saw
Tenor Saw, de son vrai nom Clive Bright, (12 février 1966 à Kingston – 13 août 1988 à Houston, Texas) est un singjay jamaïcain.

## Carrière
Tenor Saw passe son enfance dans la paroisse de Saint Andrew. Roll Call, son premier single, paraît sur le label Powerhouse du producteur George Phang (en). Il se fait connaître en 1985 grâce au single Ring the Alarm, basé sur le riddim Stalag 17,. Le disque est édité par le label Techniques Records de Winston Riley,. Son premier album, Fever, est produit par Sugar Minott.
Tenor Saw décède, à l'âge de 22 ans, dans des circonstances non élucidées. On a retrouvé son corps en décomposition dans des buissons le long d'une route à Houston en août 1988. Plusieurs hypothèses ont été avancées : la première est qu'il aurait été tué par balle et la deuxième, qu'il aurait été victime d'un chauffard qui se serait enfui. Mais son mentor, Sugar Minott, a déclaré qu'il serait décédé d'une pneumonie.
L'album Wake the Town est édité après sa mort,.

### Style musical et influences
Tenor Saw contribue à l'émergence du genre ragga durant les années 1980. Il influence d'autres chanteurs jamaïcains comme Junior Reid et Frankie Paul.

## Discographie

### Albums studio
- 1986 : Fever (Sprint Records)
- 1992 : Wake the Town (VP Records)